# Elecciones complementarias de Chile de mayo de 1950
El 28 de mayo de 1950 se realizaron en Chile tres elecciones parlamentarias complementarias para llenar dos vacancias de senadores —una por las provincias de Tarapacá y Antofagasta, y otra por las provincias de Ñuble, Concepción y Arauco— y una de diputado —por los departamentos de Antofagasta, Tocopilla, El Loa y Taltal—. Las tres elecciones fueron convocadas mediante decretos promulgados el 31 de marzo de 1950.

## 1.ª Agrupación Provincial

### Candidatos
La elección en esta agrupación provincial fue convocada para llenar el escaño vacante tras el abandono del país del senador Pablo Neruda (PCCh) producto de la promulgación de la Ley de Defensa Permanente de la Democracia.
Los militantes del Partido Radical (PR), a raíz de los resultados de las elecciones de regidores realizadas el 3 de abril de 1950, exigieron que la colectividad presentara un candidato a senador, lo que fue ratificado por el Comité Ejecutivo Nacional del partido el 13 de abril, y la postulación recayó en Luis Alberto Cuevas Contreras, quien fue proclamado oficialmente el 17 de abril; también habían sido propuestos los nombres de Ernesto Merino Segura, Alberto Baltra Cortés, Raúl Kinast de la Rosa y Alberto Hidalgo. El 20 de abril la candidatura de Cuevas recibió el apoyo del Partido Socialista Popular (PSP) a cambio de que el PR apoyara a su candidato a diputado por Antofagasta. Cuevas también recibió el apoyo de los partidos Democrático y Socialista de Chile.
La Falange Nacional (FN) presentó como candidato a senador a Radomiro Tomic. El Partido Radical había propuesto que Tomic declinara su candidatura senatorial a cambio de postular como candidato a diputado por Antofagasta, sin embargo la FN desestimó dicha solicitud el 17 de abril de 1950. Tomic también recibió el apoyo de los partidos Liberal, Conservador Tradicionalista, Conservador Social Cristiano, Socialista Popular y Agrario.
El Partido Liberal había propuesto inicialmente a Osvaldo de Castro como candidato en esta elección senatorial, sin embargo fue finalmente postulado en la elección de senador por Ñuble, Concepción y Arauco. La Izquierda Democrática de Chile había propuesto a Roberto Wachholtz, quien también desistió de su candidatura.

### Resultados
Los resultados definitivos de la elección, de acuerdo a la sentencia de proclamación del Tribunal Calificador de Elecciones, fueron los siguientes:
|  | 59.71 % |

|  | 40.29 % |

## 7.ª Agrupación Provincial

### Candidatos
La elección extraordinaria en esta agrupación provincial se produjo por el fallecimiento del senador Alberto Moller Bordeu (Partido Radical) el 20 de febrero de 1950.
El Partido Liberal había propuesto inicialmente como candidato a senador a Arturo Matte Larraín, quien fue reemplazado por Osvaldo de Castro Ortúzar, quien además fue apoyado por los partidos Conservador Tradicionalista y Agrario. Por su parte, el Partido Radical presentó la candidatura de Fernando Maira Castellón, quien contó con el apoyo de los partidos Democrático, Conservador Social Cristiano, Socialista Popular y Socialista de Chile.

### Resultados
Los resultados definitivos de la elección, de acuerdo a la sentencia de proclamación del Tribunal Calificador de Elecciones, fueron los siguientes:
|  | 50.72 % |

|  | 49.28 % |

## 2.ª Agrupación Departamental

### Candidatos
La elección complementaria en la provincia de Antofagasta fue convocada producto del fallecimiento del diputado Carlos Souper Maturana (Partido Liberal) el 22 de enero de 1950.
Inicialmente se habían propuesto las candidaturas de Armando Holzapfel por la Izquierda Democrática de Chile y de Raúl Ampuero por el Partido Socialista Popular. El candidato del PSP recibió el apoyo del Partido Radical el 20 de abril, sin embargo su candidatura fue posteriormente retirada.
Las candidaturas definitivas fueron de Lisandro Cruz Ponce (Partido Socialista de Chile), quien además fue apoyado por los partidos Radical, Democrático y Socialista Popular, y Arturo Estay Aravena (Partido Liberal) que recibió el apoyo de conservadores, la Falange Nacional y el Partido Agrario.

### Resultados
Los resultados definitivos de la elección, de acuerdo a la sentencia de proclamación del Tribunal Calificador de Elecciones, fueron los siguientes:
|  | 50.53 % |

|  | 49.47 % |

## Reacciones
Luis Alberto Cuevas, candidato derrotado en la elección de senador por Tarapacá y Antofagasta, señaló que «las cifras demuestran que las fuerzas radicales de las provincias de Tarapacá y Antofagasta se mantienen incólumes (...) para vencerlas fue necesaria una coalición de todos los elementos políticos que en Chile parecían inconciliables», mientras que Radomiro Tomic señaló que su triunfo era una «victoria por un orden social más justo». Fernando Maira dijo que su triunfo era «el triunfo de la izquierda», y Lisandro Cruz mencionó: «me siento ligado a esta región».
Radomiro Tomic se incorporó al Senado el 11 de julio de 1950, y Fernando Maira Castellón lo hizo el 19 del mismo mes. Lisandro Cruz Ponce tomó posesión del cargo de diputado el 5 de julio de 1950.